# Пуло

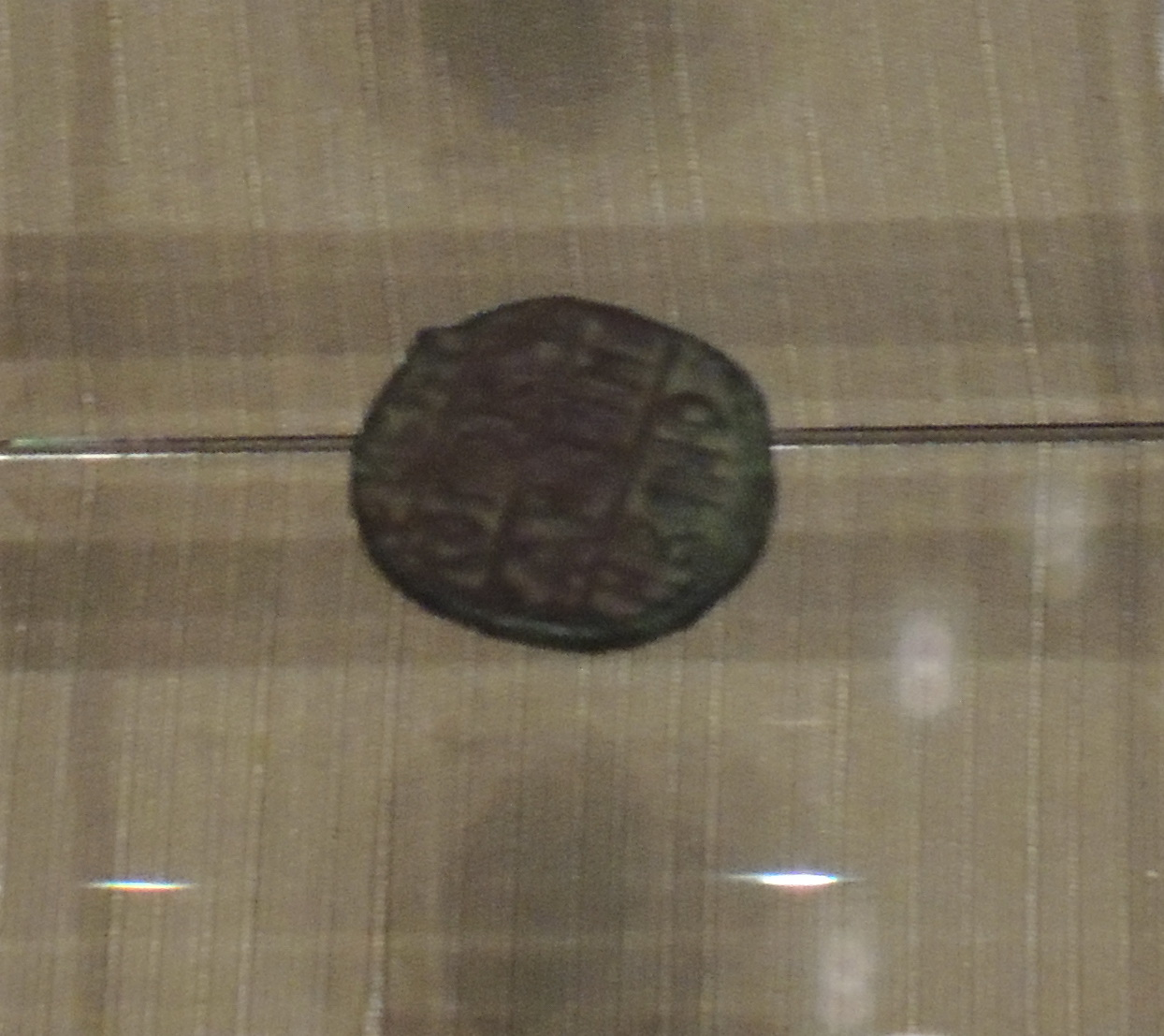
Пуло, Тверь, 1485—1490. На обороте медного пула прочеканено имя старшего сына Ивана III как «Великий князь Иван Иванович»

Пу́ло (пул, пула) — русская медная разменная монета конца XIV—XVI веков, появившаяся как подражание монетам Золотой Орды (см. Пул).
Название происходит от древнеримской и византийской монеты фоллис (лат. follis).
Пула с конца XIV века чеканились в великом княжестве Московском (в Москве, Коломне, Дмитрове, Можайске, Переяславле, Малоярославце), в Нижегородском (в Нижнем Новгороде, Городце, Суздале) и особенно в Тверском (в Твери, Городене, Кашине, Микулине). Чеканили их из меди; масса около 1—2,5 г. Место чеканки обозначалось с помощью надписи на монете: «пуло московское», «пуло тверское» и так далее. На пула помещались изображения всадников, воинов, зверей, птиц, названия городов или имена князей, выпускавших монеты.

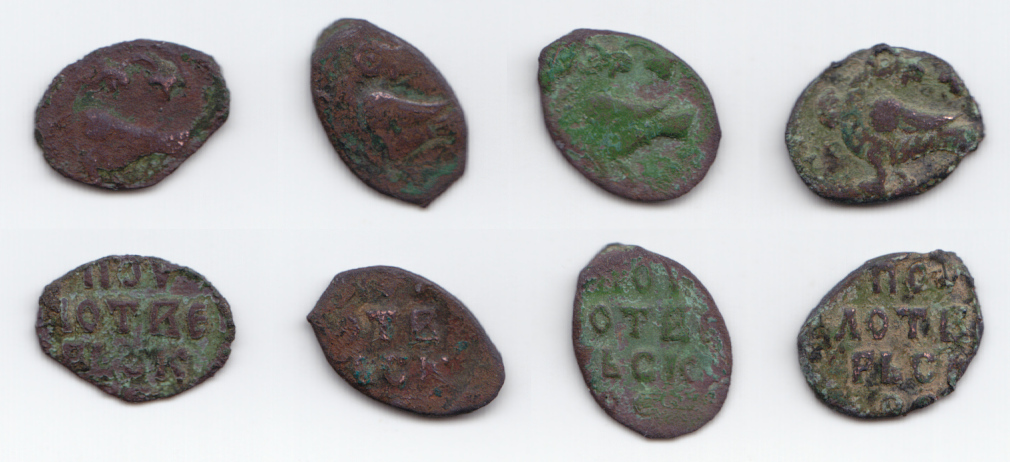
Пула Тверского княжества, XVI век

С подчинением Москве Новгородской (1478 год) и Псковской (1510 год) республик, Тверского великого княжества (1485 год) пула массой около 0,2—0,45 г выпускались в их бывших столицах и в Москве; набор изображений на пулах стал сокращаться. В начале XVI века новгородская деньга равнялась 120—140 пулам (денга московская — 60—70 пулам), после денежной реформы 1535 года возникшая на её базе копейка стала эквивалентной 60 пулам, но к концу XVI века вновь вернулось прежнее соотношение 120 пул за 1 копейку.
Пула находились в обращении до конца XVI века; упоминаются в документах XVI — начала XVII веков. Не стоит путать с пулами медные копейки и деньги, чеканенные при Алексее Михайловиче в ходе известной реформы (наряду с более крупными медными номиналами). Медные копейки и деньги 1650-х годов, при сопоставимом с пулом содержании меди, имели принудительный курс и должны были цениться наравне с серебряными, то есть в 50—100 раз дороже реальной стоимости (что в итоге привело к Медному бунту).